# Andreas II. (Ungarn)

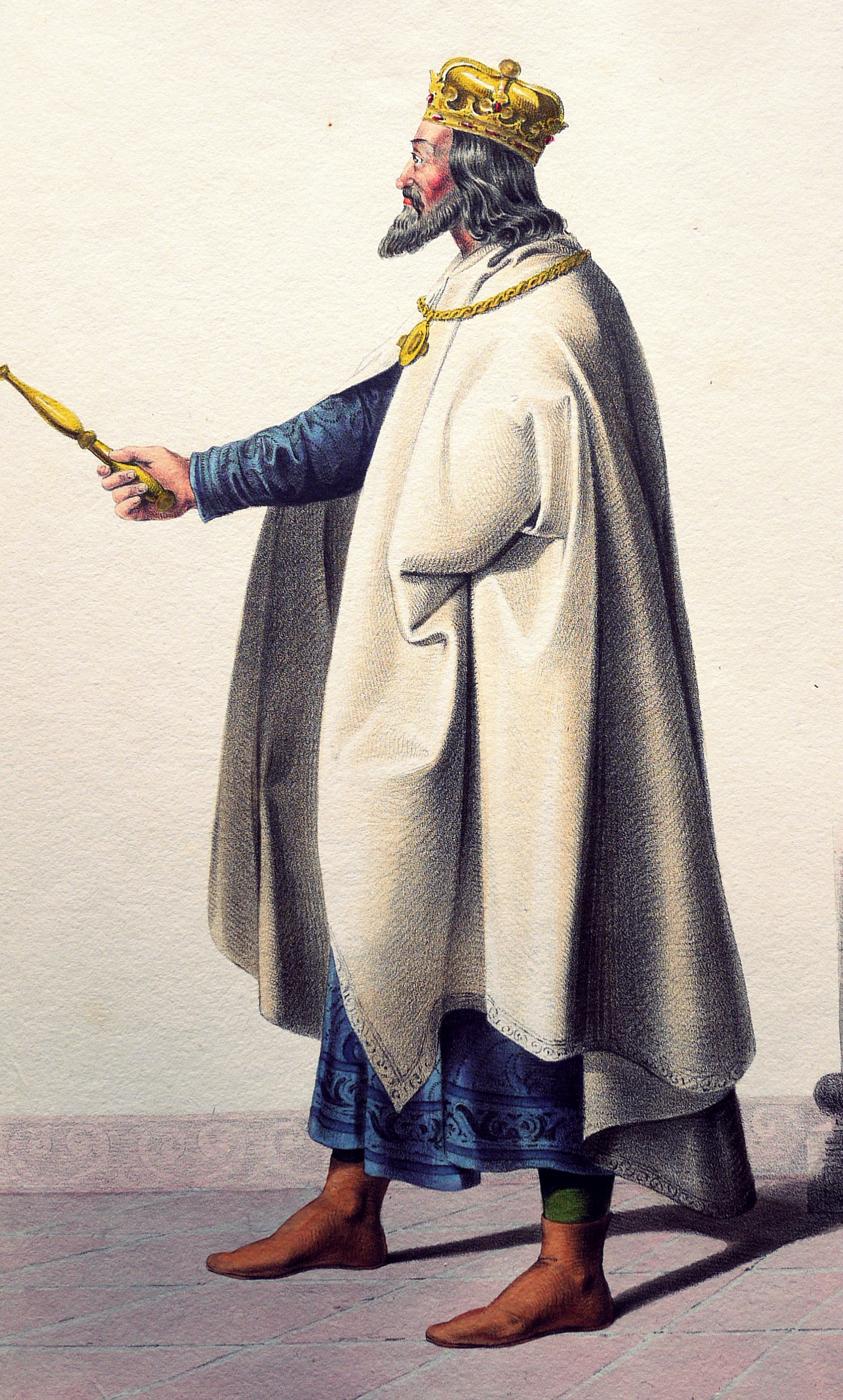
Andreas II., Lithographie von Josef Kriehuber nach einer Zeichnung von Moritz von Schwind, ca. 1828

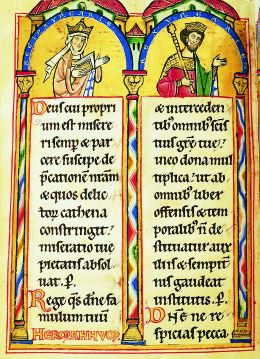
Andreas II. von Ungarn und seine Ehefrau Gertrud von Andechs-Meranien (Landgrafenpsalter, 1211–1213)

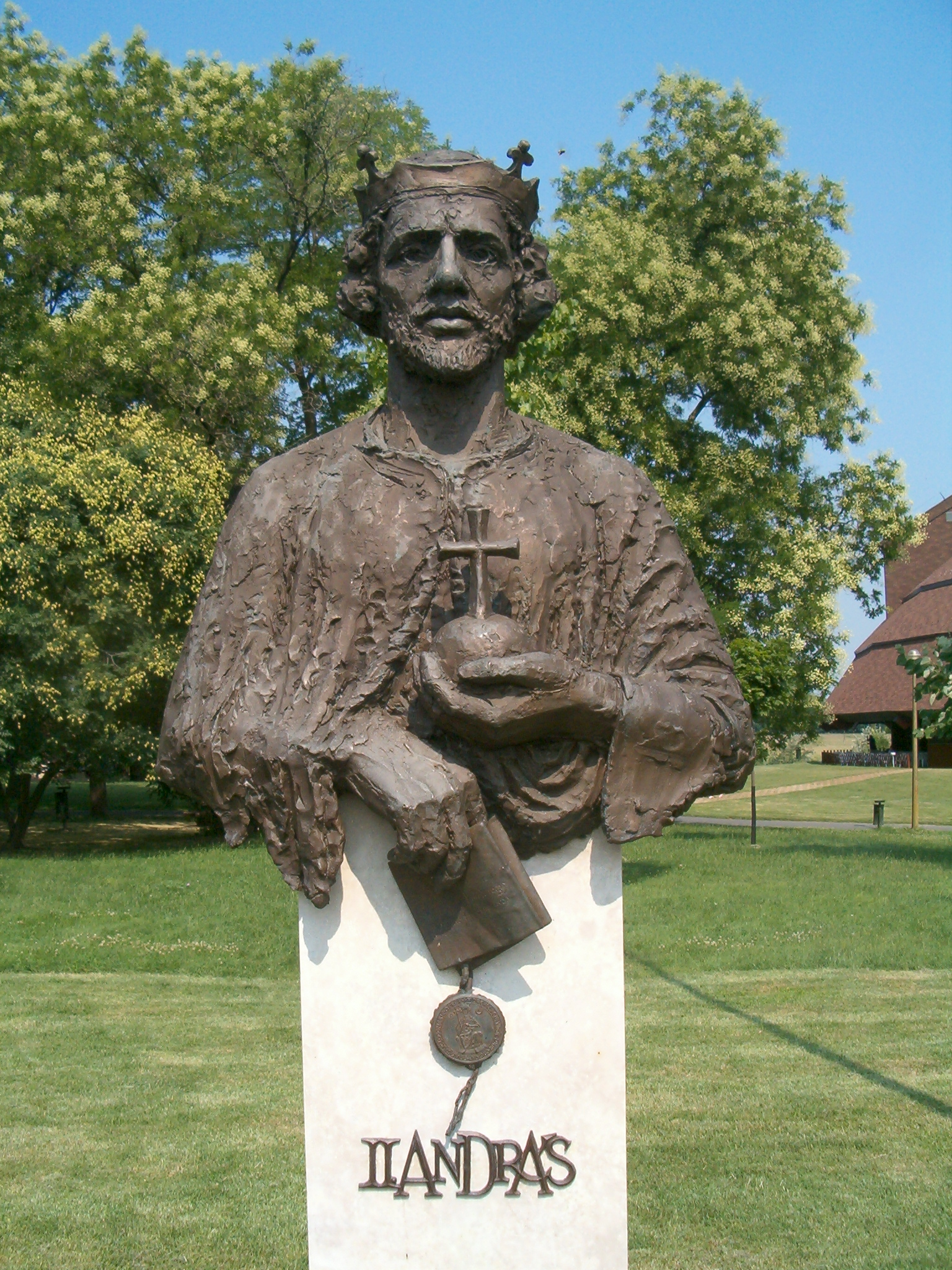
Moderne Phantasiebüste des Andreas II. von Ungarn in Ópusztaszer

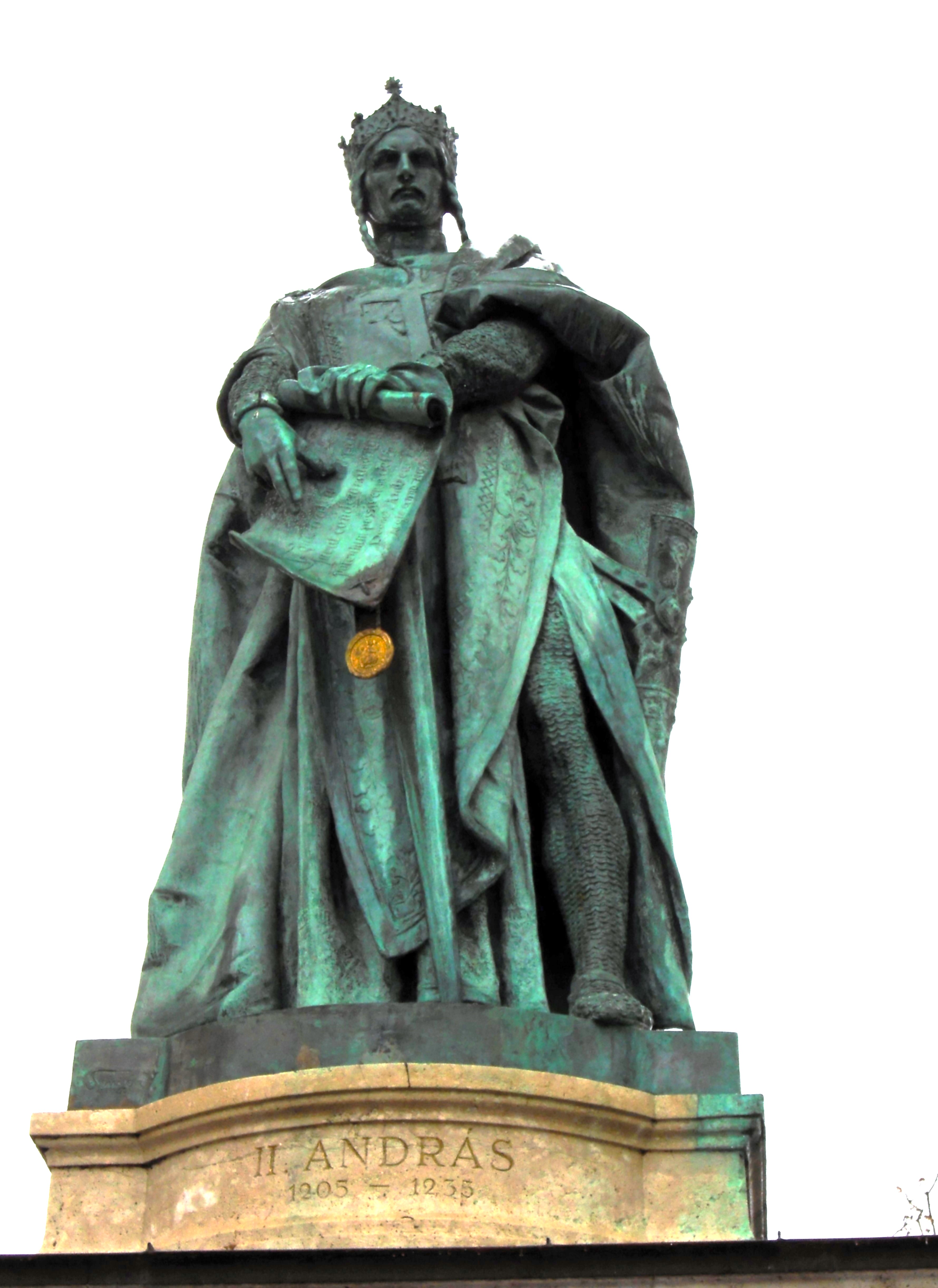
Statue des Andreas II. auf dem Heldenplatz in Budapest

Andreas II. (ungarisch II. András, kroatisch Andrija II., * um 1185; † 21. Juni 1235 in Ofen) aus dem Geschlecht der Arpaden war 1205–1235 König von Ungarn und Kroatien. Sein Vater war Béla III. Seine Mutter war Agnes de Châtillon.

## Fürstentum Halitsch
Politische Bedeutung erlangte Andreas erstmals, als ihn sein Vater 1188 kurz nach der Besetzung des Fürstentums Halitsch in der Kiewer Rus dort als Fürst einsetzte. Der einheimische  Fürstensohn Wladimir Jaroslawitsch eroberte die Herrschaft jedoch nach kurzer Zeit mit polnischer und deutscher Hilfe zurück.
Allerdings blieb die Region auch in den Folgejahren ein Brennpunkt von Andreas’ Politik. Immer wieder versuchte er, Einfluss auf die Auseinandersetzungen um die Erbfolge in dem Fürstentum zu nehmen. Bei diesen Versuchen stieß Andreas aber sowohl auf den Widerstand eines Großteils des dortigen einheimischen Adels als auch der meisten ungarischen Adligen. Unterstützung bekam er dagegen vom kleinpolnischen Fürstenhaus, das Interesse an den wolhynischen Gebieten des  Fürstentums Halytsch-Wolhynien hatte. 1205 bezeichnete Andreas sich nach dem Tod von Fürst Roman von Halitsch-Wolhynien als König von Galizien und Lodomerien (Rex Galiciae et Lodomeriae) ohne jedoch reale Macht zu haben. 
Eine direkte Herrschaftsübernahme in dem Territorium gelang erst wieder 1215, nachdem Andreas’ Sohn Koloman Salomea, eine Tochter des polnischen Großherzogs Leszek I., geheiratet hatte. Um den Jahreswechsel 1215/16 herum wurde Koloman zum König von Galizien-Wolhynien gekrönt. Die Herrschaft durch die katholischen Ungarn wurde von der orthodoxen Bevölkerung und dem Adel nie akzeptiert. Auch der polnische Großfürst scherte bald aus dem Bündnis mit Andreas aus und unterstützte stattdessen einen russischen Anwärter auf die Herrschaft. In mehrjährigen Kämpfen wurden die Ungarn aus dem Fürstentum vertrieben. 
Allerdings gelang es Andreas durch seine Heiratspolitik wieder, 1227 seinen Sohn Andreas auf den Herrscherstuhl von Halitsch zu bringen.

## Der Deutsche Orden
1211 rief Andreas II. den Deutschen Ritterorden in den Osten des Landes, um sich von ihm im Kampf gegen die Kumanen unterstützen zu lassen. Als der Orden nach seiner Ansiedlung im Burzenland in Siebenbürgen aber damit begann, eine eigenständige Herrschaft aufzubauen, verschlechterte sich das Verhältnis zum König rasch. 1225 zwang Andreas den Orden, das Land wieder zu verlassen.

## Auseinandersetzungen mit dem Adel und Siedlungspolitik
1213 wurde seine Frau, Gertrud von Meran-Andechs, während eines Adelsaufstands ermordet. Grund dafür war die Empörung des ungarischen Adels gegen die üppigen Zuteilungen königlicher Ländereien an fremdländische Adlige aus dem Günstlingskreis Gertruds. So hatte Andreas 1206 Gertruds Bruder Berthold im Widerspruch zum Kirchenrecht als Erzbischof von Kalocsa eingesetzt. 1212 wurde Berthold sogar zum Woiwoden von Siebenbürgen und zum Stellvertreter des Königs ernannt. Im Folgejahr nutzte der Adel die Abwesenheit Andreas’, der sich auf einem Feldzug in Halitsch in Galizien befand, um das Gefolge der Königin zu überfallen, das gerade zu Ehren Leopolds VI. von Österreich eine Hofjagd im Wald Pils zwischen (dem heutigen) Budapest und Gran im Ungarischen Mittelgebirge veranstaltete. Die meisten fremden Adligen wurden erschlagen, die Königin regelrecht zerstückelt. Berthold und Leopold konnten sich mit Verletzungen retten. Nach seiner Rückkehr ließ Andreas zahlreiche Verschwörer ebenfalls zerstückeln.
Damit war der Widerstand im Adel jedoch keineswegs beendet: Im Frühjahr 1222 zwangen die ungarischen Kleinadligen den König zur Einberufung eines Gerichtstages in Stuhlweißenburg, wo sie ihn zur Entlassung seiner Regierung und der Annahme ihrer Forderungen in Form einer Goldenen Bulle zwangen.
Die Forderungen wurden zwar nicht umgesetzt, doch konnte sich der Klein- und Mitteladel damit erstmals auf festgeschriebene Vereinbarungen mit dem König berufen und tat dies in den folgenden Jahrhunderten immer wieder. Die Bulle schränkte vor allem die Zuweisung von Ländereien, Zoll- und sonstigen Rechten an Landesfremde ein, sicherte dem Adel gerichtliche Immunität, die Einschränkung des Kriegsdienstes und eine weitgehend von königlichem Einfluss freie Erbfolge zu. 1223 wurde ein ähnliches Privileg für den Klerus bewilligt.
Andererseits stellte Andreas 1224 einen weiteren Freibrief (Privilegium Andreanum) aus, die sich an die vor allem deutsch- und wallonischstämmigen Siedler in Siebenbürgen (Siebenbürger Sachsen) richtete, und ihnen Privilegien wie die eigenständige Wahl von Pfarrern und Richtern zusicherte. In den Folgejahren weiteten sich diese Privilegien auf andere deutsche Siedlungsgebiete in Ungarn und auf neu zuziehende Deutsche aus.

## Teilnahme am fünften Kreuzzug
Andreas II. beteiligte sich am Fünften Kreuzzug. Am 1. Juni 1217 stach er zusammen mit Leopold VI. von Österreich vom Hafen von Split aus in Richtung Palästina in See, wo Jerusalem von den Muslimen zurückerobert werden sollte. In der Heimat erhielt er hierfür den Beinamen Der Hierosolymitaner („Der Jerusalemer“). Seine Reise führte ihn über Zypern nach Akkon, von wo er ohne entscheidenden Erfolg gegen das ayyubidische Heer operierte. Nachdem er im Dezember 1217 die Belagerung einer muslimischen Burg auf dem Berg Tabor erfolglos aufgeben musste, verließ er im Januar 1218 mit seinem Kontingent vorzeitig den Kreuzzug und kehrte nach Ungarn zurück. Der Kreuzzug wurde ohne ihn nach Ägypten weiter geführt, wo nach langer Belagerung 1219 Damiette erobert wurde, bevor die Kreuzfahrer 1221 im Nildelta geschlagen wurden.
Er ist in Egresch, Banat; heute Igriș, Rumänien in dem Kloster Igriș begraben.

## Nachkommen
- Erste Ehe: Gertrud von Meran-Andechs (* um 1185; † 1213)
  - Béla IV. (* 1206; † 1270), König von Ungarn
  - Elisabeth (* 1207; † 1231), Heilige, verheiratet mit Ludwig IV., Landgraf von Thüringen
  - Koloman (* 1208; † 1241), Fürst von Halicz
  - Andreas (* unbekannt; † 1234), Fürst von Halicz-Przemysl, verheiratet ab 1221 mit Maria (Helena) von Nowgorod, Tochter des Fürsten Mstislaw
  - Maria (* 1204; † 1237), verheiratet ab 1221 mit Iwan Assen II., Zar von Bulgarien (* um 1181, 1218–1241)

- Zweite Ehe: Jolante von Courtenay (auch: Jolanthe, Yolande, Yolanda, Violante, Yoles, Hyolenz Capet-Courtenay; * um 1200 in Courtenay (Loiret), Frankreich; † 1233), Tochter von Kaiser Peter von Konstantinopel
  - Yolanda von Ungarn (in Katalonien auch Violante genannt, * 1219; † 9. Oktober 1251 in Huesca)

- Dritte Ehe: Beatrix von Este (* 1215; † 1245)
  - Stephan Posthumus (* 1236; † 10. April 1271 in Venedig), Herzog von Slawonien ⚭ (1) Elisabeth Traversari, (2) Tomasina Morosini (* um 1250, † 1300)
    - Zweite Ehe: Andreas III. (* ~ 1265, † 14. Januar 1301 in Ofen)